# Crkva Svetog Ivana u Uzdolju
Crkva Svetog Ivana u Uzdolju  (pogrešno nazivana  crkva Svetog Luke)  danas je crkvište i arheološki lokalitet kod Knina, koji je postao poznat po pronađenom slavnom napisu kneza Muncimira (Mutimira) iz 895. godine, kada je verovatno crkva bila i sagrađena Nakon arheoloških istraživanja sprovedenih od 2000 do 2002. godine, izvršeno je evidentiranja zatečenog stanja, a ostaci crkve su konzervirani, i jednim delom rekonstruisani. 

## Položaj
Crkva Svetog Ivana u Uzdolju se obično svrstava u Kninsko područje jer se nalazi u obodnom delu Kosova polja, uz nekadašnju rimsku cestu uz koju su se antičkom periodu nanizale brojne crkve, udaljena nekoliko kilometara severnije od Tepljuha odnosno Promone.
 Ostatci crkve su smešteni u zaseoku Čenići, na temenu glavice zarasle hrastovim šumarkom, gde se danas nalazi pravoslavno groblje okolnih naselja koje je nastalo u poslednjih 150 godina. Oko groblja se nalazi i veći broj stećaka, a u blizini je i železnička pruga koja je u većoj meri devastirala arheološko nalazište koje se prostiralo i niz padinu brega.

## Titular crkve
Dugo se smatralo da je titular crkve Sveti Luka, a ne Sveti Ivan, što se zasnivalo na mesnoj tradiciji. Nakon što je pronađen jedan srednjovekovni spis o obnovi crkve Svetog Ivana u Uzdolju sve dilema oko titulara crkve su razrešene.

## Istorijski preduslovi
Postojanje i razvoj Hrvatske započeo je u  srednjem veku već sredinom 9. veka. U tom razdoblju zaživeo je, oblikovao se i nastavio da se razvija  prvi hrvatski kulturni pejzaž sačinjen od nasleđa antičke civilizacije, tradicija autohtonog romanskog stanovništva i kulturoloških elemenata i društvenih sadržaja koje su novopridošli Sloveni doneli iz prapostojbine na Balkansko poluostrvo. To je razdoblje ujedinjenja plemena i rodova u jedan entitet, što je rezultovalo stvaranjem društvenih elita i osnivanjem jake državne organizacije  koja je sa vremenom izrastala u hijerarhiju na čelu sa knezom.
Osnova Hrvatske u 9. veku bila je u neposrednom zaleđu jadranske obale, između porečja Cetine, Krke i Zrmanje, odnosno područja koje je obuhvatalo prostor omeđen istočnom obalom Jadrana s jedne strane i Panonskom nizijom sa druge strane: prostor zapadne Hercegovine, zapadne i središnje Bosne, preko Like, Gacke i Krbave, do primorskih krajeva – Vinodola i Labina. Tek na izmaku ranog srednjeg veka (kraj 11. i početak 12. veka) pod vlast hrvatskog vladara dolaze i gradovi vizantijske Dalmacije, za razliku od kontinentalnog dela današnje Hrvatske (Slavonija) koji je hrvatskim imenom obuhvaćen tek u razvijenom srednjem veku.
U 9. veku na opisanom ranosrednjevekovnom prostoru Hrvatske stvaraju se urbane jezgre kao središta trgovine i crkvene ili državne vlasti. Nin, Biograd, Skradin, Karin, Knin, Livno i Šibenik neki su od gradova hrvatskog političkog prostora postaju ključne tačke pomorskih i kopnenih komunikacija, ali i širenja hrišćanstva, među do tada paganskim slovenskim plemenima.
Predromanika, stilski period koji je označio 9. i 10. vek, ostavila je mnoštvo spomenika, koji uključuju sakralne građevine i skulpturu, odnosno crkveni nameštaj i dekorativne arhitektonske elemente koji su krasili njihovu unutrašnjost. Kao posledice, ne samo pokrštavanja i jakog franačkog uticja, nego i političko-privrednu stabilnosti kako u samoj Kneževini Hrvatskoj tako i u njeom odnosu s vizantskim gradovima, u predromanijskom periodu postavljeni su temelji hrvatske kulture i umetnosti, uključujući i brojne crkvene i druge građevine.

## Istorija crkve
Prema pronađenom zabatu i upisanoj godini 895. godini smatralo se da je crkva građena krajem 9. veka. Međutim istraživanjima nije bilo moguće proveriti jer je to sprečavalo lokalno stanovništvo koje je groblje oko crkvišta smatralo delom svoje tradicije, a delom je to činilo i iz praznovjerja. Međutim prema načinu gradnje utvrđeno je da je to bila preuređena starohrišćanska crkva, ili predromanijska crkva koja je podignuta krajem 9. veka, ali arhitrav sa imenom župana Ivana upućuje na moguće veće graditeljske zahvate u periodu njegove uprave tokom 11. i 12. veka.
Uzdolje koje se nalazilo na južnoj strani Kosova polja, kroz svoju istoriju bilo je tokom 14. i 15. veka srednjovekovno naselje kninske županije, pa su u tom periodu, tačnije 1458. godine, braća Ivan i Luka Hrel(j)ić iz Šibenika, Uzdoljsku crkvu Svetog Ivana detaljno preuredili. Tada je zazidan otvor na južnome zidu crkve, dok je severno rame apside obnovljeno od temelja, a spoljne strane uzdužnih zidova poduprta sa tri para kontrafora. U istom aktu obnove, unutrašnje strane bočnih zidova su ojačane na tri mesta. Danas je nejasno je li je reč o ostacima kamenih klupa ili pomoćnim postoljima oltara, nekad smeštenih u plitkim nišama između polupilona.
Crkva je srušena dolaskom Osmanlija na ovoj prostor, ili prema nepotpunim dokazima srušena je namerno od strane lokalnog stanovništva da ne padne u ruke osvajača.

## Arhitektura
Crkva Svetog Ivana u Uzdolju je jednobrodna građevina dužine 12,2 m i širine 6,5 m. Longitudinalnog je oblika i završava polukružnom apsidom koja je iste širine kao i crkveni brod. Po uzdužnoj osi, crkva je okrenuta u pravcu zapad — istok. Počiva na litici koja se spušta od ulaznog pročelja prema istoku, što je odredilo debljinu i dubinu temeljnih stopa sagrađenih od krupnoga neobrađenog kamenja.
Spoljni zidovi su bili obloženi kontraforima, a unutrašnji lezenama. Mereno od temeljne stope zidovi su široke od 70
do 75 cm  i sačuvane su do visine od 40 do 100 cm. O visini zidova, broju, položaju i veličini prozora, postojanju konzola, manjih polukružnih niša na zidovima, tamburi ili kupoli nad nekim od traveja, može se se samo nagađati. Po ostacima  fragmenata krovnog crepa, može se naslutiti da je crkva bila pokrivena krovom na dve vode nad nadsvođenim crkvenim brodom, dok je onaj deo krova nad polukalotom apside bio od ploča domaćeg krečnjaka.
Tri para pilona T-osnove delili su unutrašnjost crkve na četiri jednaka traveja, a pojasnice spojene lukovima nekad su pridržavale svod crkve. Nekada spojene lukovima, istaknute pojasnice tih snažnih nosača podupirale su svod građevine.
Prema načinu gradnje Crkva Svetog Ivana je bila preuređena starohriščanska predromanijska crkva koja je podignuta krajem 9. veka, ali arhitravej sa imenom župana Ivana upućuje na mogučnost gradnje crkve i u vreme njegove uprave, tokom 11. i 12. veka.

## Srednjovekovno groblje
Oko crkva Svetog Ivana nakon arheoloških istraživanja otkriveno je trideset gusto raspoređenih grobova, među kojima su bile i  dve zidane grobnice, Od 30 grobobova 25 je ograđeno suhozidom ili kamenim pločama, a tri ukopa bila su omeđena
vencem od nepravilno složenog kamena.

## Literatura
- T. Marasović, Graditeljstvo starohrvatskog doba Dalmaciji, Split 1994.
- F. Radić, Ruševine crkvice sv. Luke na Uzdolju kod Knina sa pisanom uspomenom hrvatskog kneza Mutimira, Starohrvatska prosvjeta  1/2, Knin, 1895, str. 74-78.
- L. Marun, Ruševine crkve Sv. Luke na Uzdolju kod Knina sa pisanom uspomenom hrv. kneza Mutimira, Starohrvatska prosvjeta, N. s., II/3-4, Zagreb, 1927, str. 284, 291 i 292.
- Starinarski dnevnik . Priredila: M. Petrinac, Split, 1998, str. 136.
- F. Radić Starinske crkve i samostani hrvatskih benediktinaca kod Komiže na otoku Visu i na susjednom otoku Biševu, Starohrvatska prosvjeta, 2/3, Knin, 1896, str. 159.